# Tarzan, o Invencível
Tarzan, o Invencível (Tarzan the Invincible no original em inglês) é um romance de autoria do escritor norte-americano Edgar Rice Burroughs. Publicado em 1931, é o décimo-quarto de uma série de vinte e quatro livros sobre o personagem Tarzan.
A obra assinala a quarta e última aparição de Opar e sua grã-sacerdotisa La nas narrativas escritas por Burroughs. Contudo, ambos continuaram a existir nas histórias em quadrinhos.

## Resumo
Enquanto Tarzan permanece em Pellucidar, seus domínios são invadidos por um bando de comunistas cuja intenção é saquear Opar. Entre eles estão Raghunath Jafar, das Índias Orientais, Miguel Romero, um mercenário mexicano, e os soviéticos Peter Zveri e Zora Drinov.
A expedição, guiada por árabes liderados por Abu Batn, recebe o apoio dos nativos do chefe Kitembo, que tem a esperança de expulsar os ingleses da África Oriental. Zveri planeja invadir a Somalilândia italiana com soldados disfarçados de franceses e, com isso, provocar uma guerra na Europa. Já Romero e Jafar tramam levantes diversionistas em seus países de origem, tudo financiado pelo ouro de Opar.
Tarzan chega a Opar antes dos celerados, com o intuito de avisar La, mas descobre que ela foi deposta por um casal de Altos Sacerdotes. O homem-macaco liberta La e os dois se embrenham na selva. Com o auxílio de Tantor, o elefante, Jad-bal-ja, o leão de juba negra, do macaquinho Nkima e dos fiéis guerreiros Waziri, o herói precisa arquitetar um plano para frustrar a ambição expansionista de Zveri e reconduzir La ao trono de Opar.

## História editorial
O romance foi escrito de 18 de março a 9 de junho de 1930, com o título de "Tarzan and the Man Things".
A revista pulp Blue Book Magazine publicou a obra, renomeada para "Tarzan, Guard of the Jungle", em sete números consecutivos, de outubro de 1930 a abril de 1931. Laurence Herndon desenhou as capas dos seis primeiros números e Frank Hoban se encarregou das ilustrações internas.
A primeira edição em livro (capa dura) foi publicada pela Edgar Rice Burroughs, Inc., em 20 de novembro de 1931, já com o título definitivo. A sobrecapa e o frontispício foram ilustrados por Studley Burroughs, sobrinho do escritor.
No Brasil, o romance saiu pela Companhia Editora Nacional em 1937, numa edição de doze mil unidades. O título recebeu o número 52 da lendária coleção Terramarear. Cinco outras edições foram impressas entre 1947 e 1959, com dez mil exemplares cada, exceto a última, com cinco mil.
Em 1959, a CODIL - Cia. Distribuidora de Livros lançou uma edição de luxo, ilustrada por Manoel Victor Filho, parte de um pacote com mais onze obras com aventuras do rei das selvas.
O romance foi editado também pela Editora Record, juntamente com outros sete livros de Tarzan, em 1971. Na capa, uma ilustração de Burne Hogarth. Ruy Jungmann foi o tradutor.
Em Portugal, o livro foi publicado pela Portugal Press, editora de Lisboa que lançou no país toda a obra sobre Tarzan.

## Adaptações

### Quadrinhos
A primeira quadrinização foi na forma de tiras diárias por Rex Maxon (desenhos) e R. W. Palmer (roteiro), publicadas entre 4 de setembro de 1933 e 26 de março de 1934.
A Gold Key publicou a primeira versão para revista em quadrinhos em "Tarzan of the Apes", edições 182 e 183. Doug Wildey ilustrou e Gaylord Du Bois escreveu o roteiro.